# Cupha datos
Cupha datos är en fjärilsart som beskrevs av Hans Fruhstorfer 1904. Cupha datos ingår i släktet Cupha och familjen praktfjärilar. Inga underarter finns listade i Catalogue of Life.